# Junnar
Junnar (o Shivner) è una città dell'India di 24.740 abitanti, situata nel distretto di Pune, nello stato federato del Maharashtra. In base al numero di abitanti la città rientra nella classe III (da 20.000 a 49.999 persone).

## Geografia fisica
La città è situata a 19° 11' 60 N e 73° 52' 60 E e ha un'altitudine di 688 m s.l.m..

## Società

### Evoluzione demografica
Al censimento del 2001 la popolazione di Junnar assommava a 24.740 persone, delle quali 12.883 maschi e 11.857 femmine. I bambini di età inferiore o uguale ai sei anni assommavano a 2.974, dei quali 1.600 maschi e 1.374 femmine. Infine, coloro che erano in grado di saper almeno leggere e scrivere erano 19.027, dei quali 10.489 maschi e 8.538 femmine.